# Salzhausen
Salzhausen ist eine Gemeinde im Landkreis Harburg in Niedersachsen und gehört zur Metropolregion Hamburg.

## Geographie

### Lage
Salzhausen liegt am Nordost-Rand des Naturschutzgebietes Lüneburger Heide und im Südosten des Landkreises Harburg an der Grenze zum Landkreis Lüneburg. Der Ort liegt in der eiszeitlichen geprägten Moränenlandschaft, der Hohen Geest. Durch den Ort führt die Deutsche Ferienroute Alpen–Ostsee.

### Gemeindegliederung
Zur Gemeinde Salzhausen gehören die Ortsteile Salzhausen, Luhmühlen, Oelstorf und Putensen sowie die Gehöfte Lobke, Röndahl und Schnede.

## Geschichte
Im Salzhäuser Ortsteil Putensen existieren die zwei historischen Gräberfelder von Putensen, die auf die Zeit ab etwa 450 v. Chr. datiert werden. Die ältesten Siedlungen dürften auf sächsische Bebauungen um 400 n. Chr. zurückzuführen sein, Salzhausen wurde 1057 erstmals urkundlich erwähnt.
Der Name von Salzhausen wandelte sich in späteren Erwähnungen von Solthinghusen über Soltzeneshusen und Soltzhusen (um 1582) zum heutigen Salzhausen.

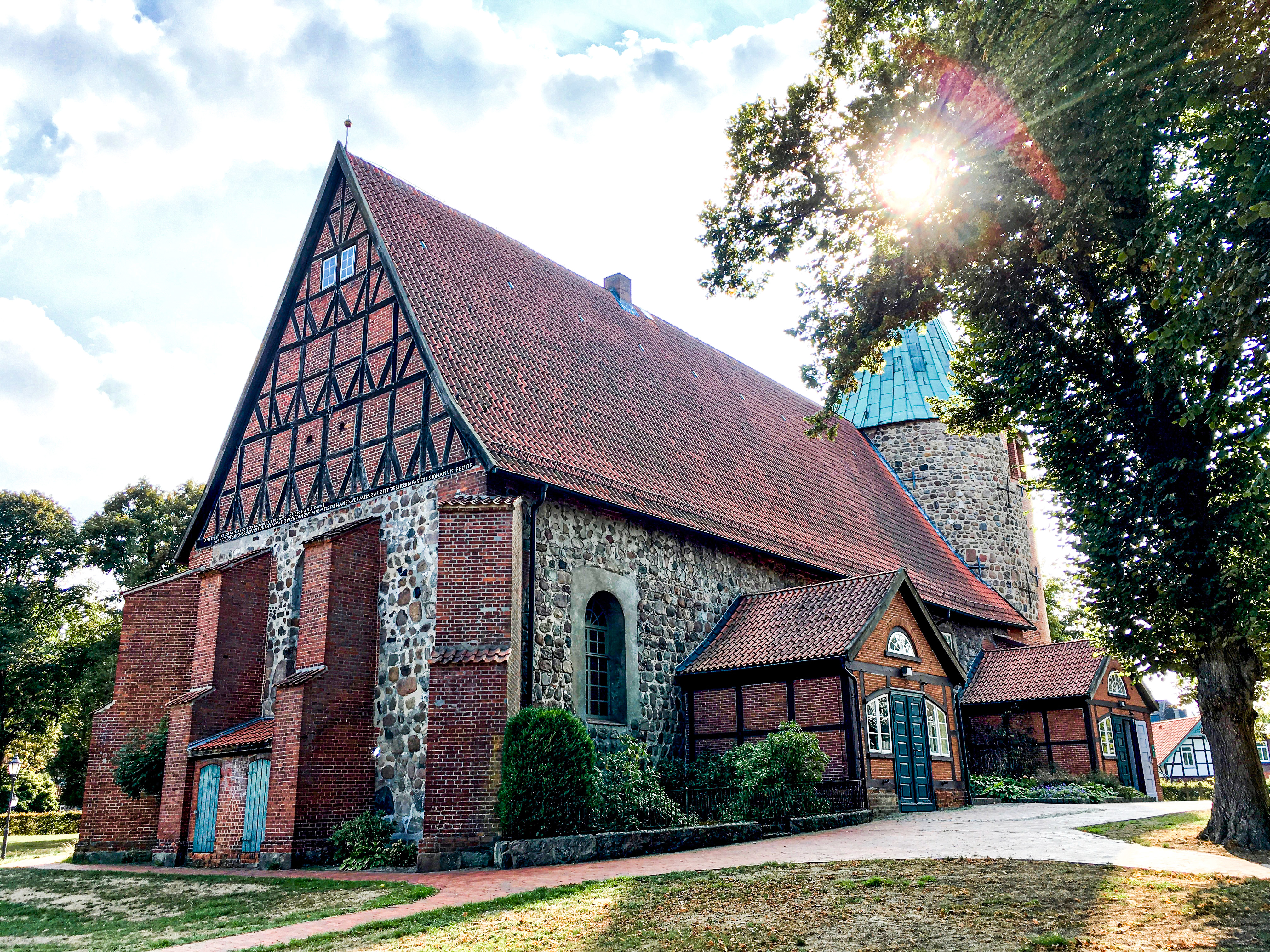
St. Johannis Salzhausen – Nordostansicht

Schon früh gehörte eine Kirche zum Ort, die Johannis dem Täufer gewidmet wurde. Aus dem 12. Jh. stammt der Altarunterbau und aus dem 14. Jh. der Chorbereich. Die heutige St.-Johannis-Kirche ist eine größtenteils aus Feldsteinen gemauerte typische Heidekirche.
Durch die räumliche Einheit von Kirche, Gericht und Verwaltung entwickelte sich Salzhausen zu einem zentralen Ort. Im Zuge einer Gebietsreform wurde Salzhausen 1852 Sitz eines Amtes. Das repräsentative Amtshaus, das vom Wappen des Königs Georg V. (Hannover) geziert wird, wurde nur sieben Jahre genutzt. Nachdem es lange als Friedensgericht und Polizeistation (Landdragoner) gedient hatte, wurde darin 1907 das Krankenhaus Salzhausen eingerichtet. Es war dies das einzige genossenschaftliche Krankenhaus Deutschlands und wurde 2015 wegen Insolvenz der Genossenschaft geschlossen.
Salzhausen bewältigte in den Jahren nach dem Zweiten Weltkrieg das Flüchtlingsproblem mit der Integration von 708 Vertriebenen und 104 Flüchtlingen aus der Sowjetischen Besatzungszone (später DDR) bei nur 1015 Einwohnern.
1972 wurden anlässlich der Gebietsreform in Niedersachsen 13 ehemals selbstständige Dörfer zur Samtgemeinde Salzhausen zusammengelegt. Bisher selbstständige Dörfer unter 500 Einwohnern wurden dabei anderen größeren Gemeinden angeschlossen.

### Eingemeindungen
Am 1. Juli 1972 wurden die Gemeinden Luhmühlen, Oelstorf und Putensen eingegliedert.

## Kultur und Sehenswürdigkeiten

### Gebäude

#### St.-Johannis-Kirche

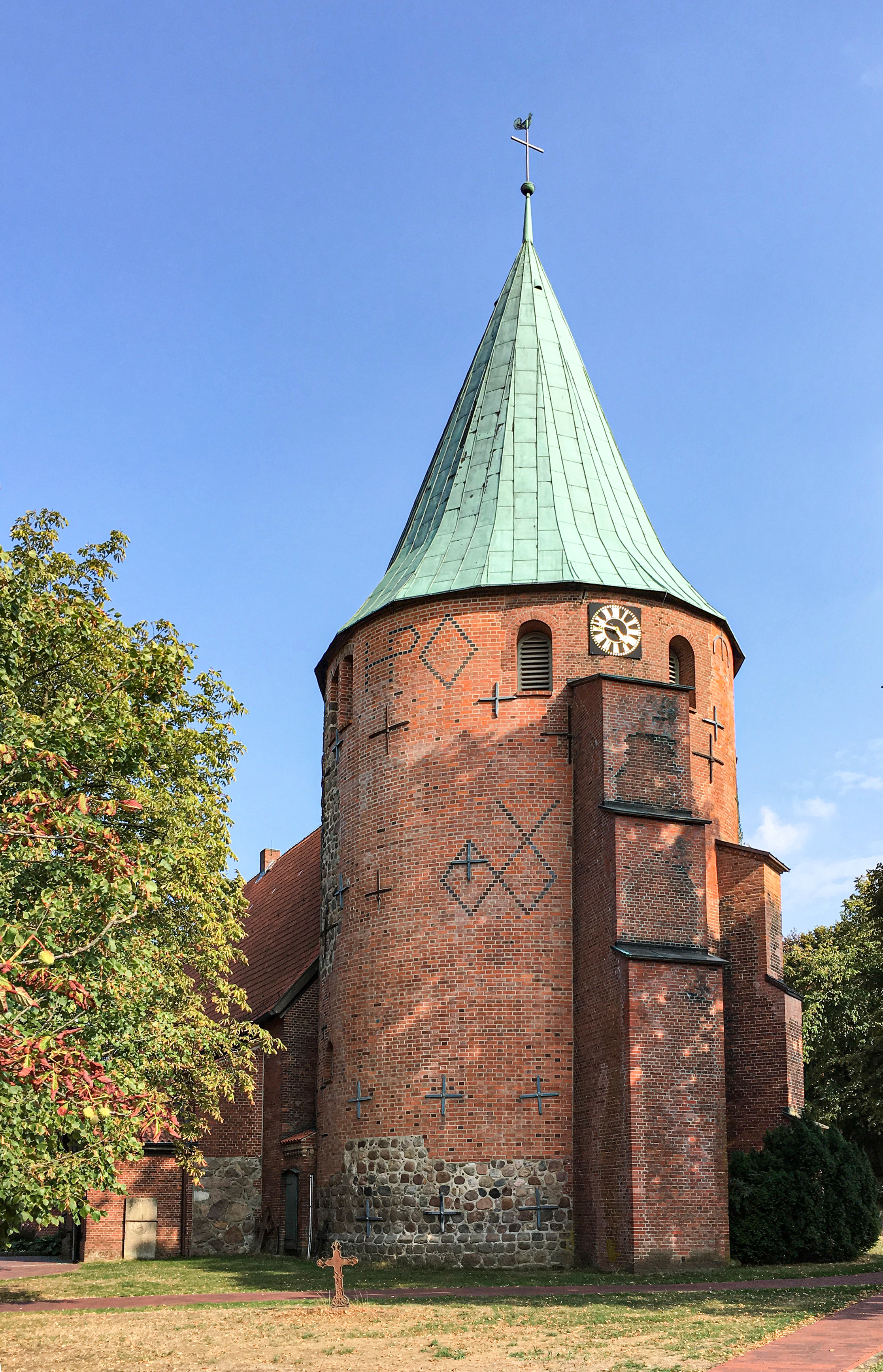
St.-Johannis-Kirche

Die um 1300 erstmals urkundlich erwähnte – heute denkmalgeschützte – St.-Johannis-Kirche findet sich auch im Wappen der Gemeinde wieder. Es ist eine z. T. aus Feldsteinen gemauerte typische Heidekirche. Der Chorraum aus dem 14. Jahrhundert ist mit einem gotischen Kreuzrippengewölbe ausgestattet. Der Turm wurde 1464 an die vergrößerte Kirche angebaut. 1643 wurde der Fachwerkostgiebel errichtet.

#### Feuerwehr-Schlauchturm

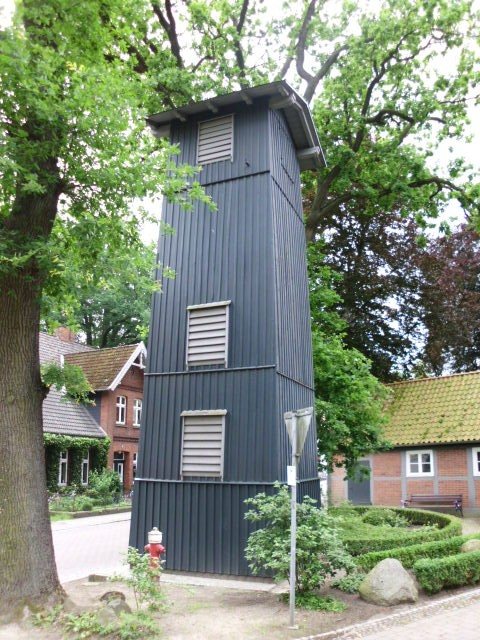
Feuerwehrschlauchturm aus den Jahren 1870/80

Der Feuerwehr-Schlauchturm und das daneben stehende Sprüttenhus (Spritzenhaus) wurden in den Jahren 1870/80 gebaut. Der Schlauchturm diente der Feuerwehr zum Trocknen ihrer aus Leinen bestehenden Wasserschläuche. Sie hängten sie über Holzbalken in der Spitze des Turmes und ließen sie über Tage in dem schmalen Schacht trocknen. Im Nachbargebäude, dem Spritzenhaus, stand die Handdruckspritze, welche von Pferden zu dem Einsatzort gebracht wurde.

#### Die drei ältesten Häuser
- Der Josthof wurde im Jahr 1252 erbaut. Im April 2017 wurde er durch ein Feuer zerstört. Gutsherr des Josthofs war der Bischof von Verden, der dem Hof – seinem Tafelgut – gegenüber Anspruch auf die Lieferung frischer Forellen aus der Luhe hatte. Der Josthof wurde nach dem 1595 in der Marsch geborenen Jost Helmeke benannt. Dieser war mit der Nichte des Höfners Witte, der den Hof bis dahin bewirtschaftete, verheiratet. 1699 beantragte Claus Harms die Konzession für den damit dritten Dorfkrug (Gastwirtschaft) in Salzhausen. Bei der Konzessionierung gab es eine Befragung im Ort, bei der festgestellt wurde, dass für die 250 Menschen und 27 Häusern im Ort zwei Dorfkrüge genug seien. Claus Harms setzte sich gegen diese Ablehnung mit seinen offenbar besseren Beziehungen beim zuständigen Amt Winsen durch.[6]
- Das älteste Haus Benthacken wurde um 1220 gebaut. Früher stand es in der Straße Lindenberg, 1915 wurde es jedoch in die Lüneburger Straße (Hausnummer 1) umgesetzt, wo es heute noch steht.
- Wie der Josthof wurde der Hof Helpen im Jahr 1252 vom Bischof von Verden gebaut. Dieses Haus ist als Wohnhaus Im Winkel 4 zu sehen.

#### Die Dörpschün

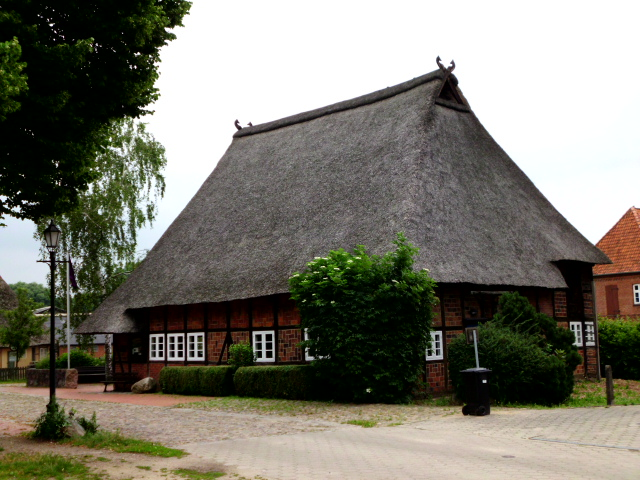
Dörpschün

Mitten im Ort hinter der Kirche steht die Dörpschün (plattdeutsch für Dorfscheune), die 1778 erbaut wurde. Sie gehörte zu einem Heidehof, der noch heute existiert. Seit 1983 wird diese Scheune jedoch für private und kulturelle Zwecke genutzt.

#### Haus des Gastes
Im heutigen Haus des Gastes befand sich früher die Bibliothek, bevor diese in ein neues Gebäude am Schulzentrum zog. Das Haus gehörte Gerhard Denckmann, der dieses zusammen mit seinem restlichen Vermögen der Gemeinde vermachte und das in die Dr.-Gerhard-Denckmann-Stiftung floss. Heute beherbergt das Haus neben seiner Büchersammlung eine Reihe von öffentlich zugänglichen Räumen für Besucher und Institutionen. Im Erdgeschoss befindet sich außer der Außenstelle der KVHS des Landkreises Harburg auch das »Zentrum För Platt« für die Plattdeutsche Sprache. Außerdem werden hier Leseräume und Veranstaltungsräume für Sitzungen von Politik, Kultur und Vereinen zur Verfügung gestellt. Im Obergeschoss befindet sich neben Inventar aus Dr. Denckmanns Besitz die Standesamt-Außenstelle der Samtgemeinde Salzhausen und ein Ausstellungsraum für regionale Künstler und Kulturanbieter im Wechsel. Zudem bietet der parkähnliche Garten eine Boulebahn, Schachspiel und Ruhezonen für die Bevölkerung.

#### Weitere Bauwerke
- Neuapostolische Kirche am Paaschberg (heute Sitz des Vereins Interessengemeinschaft zur Unterstützung von Alten, Kranken und Hilfsbedürftigen)
- Amtshaus (heute Gesundheitszentrum, ehem. genossenschaftliches Krankenhaus)
- Aussichtsturm auf dem Paaschberg

### Parks und Naherholung

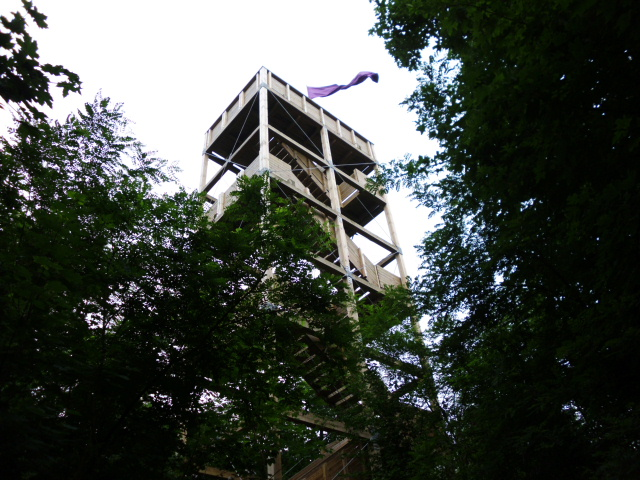
Blick auf den Aussichtsturm auf dem Paaschberg

- Der Paaschberg (Paschberg) (⊙) ist eine etwa 67 m[7] hohe Anhöhe, die rund 500 m (Luftlinie) südöstlich des Ortskerns und umsäumt von Häusern des Dorfs liegt. Der Legende nach entstand die Erhebung dadurch, dass ein römischer Feldherr Gott verflucht haben soll, der daraufhin einen Sandsturm heraufbeschworen und den Feldherrn mitsamt einer goldenen Kutsche und sechs Pferden verschüttet hat. Beim Bau der Grundschule am Südostfuß der Anhöhe im Jahr 1950 wurde tatsächlich ein Leuchter als Beigabe eines römischen Kriegergrabes gefunden, der auf 100 n. Chr. datiert wurde und möglicherweise die Sage begründet.[8] Im Zweiten Weltkrieg wurde in der Erhebung ein Bunker gebaut, der von 1939 bis 1945 in Betrieb war. Zwischen 1960 und 1980 wurde dieser als Wasserspeicher genutzt, so dass alte Wasserarmaturen im Bunker zu finden sind. Der Bunker besteht aus zwei Stockwerken, wovon das obere nachträglich verkleinert wurde, so dass nur der vordere Teil, in der sich der Eingang zum Untergeschoss befindet, zugänglich ist. Heute steht er leer, der Eingang ist dauerhaft verschlossen, die Luftrohre für die Sauerstoffversorgung sind jedoch noch immer sichtbar. Auf dem bewaldeten Gipfel, unmittelbar über dem Bunker, steht bereits der zweite hölzerne Aussichtsturm mit 85 Stufen. Vom Dorfzentrum sind rund zehn Minuten Fußweg zum Gipfel zurückzulegen. Der Weg ist auf der Anhöhe als Skulpturenpfad gestaltet.

- Der Gallaberg ist eine Erhebung und Ort einer mittelalterlichen Hinrichtungsstätte.

- Zwischen Salzhausen und Garstedt befindet sich ein Landschaftsschutzgebiet.

### Vereine

#### Schützenkompanie Salzhausen

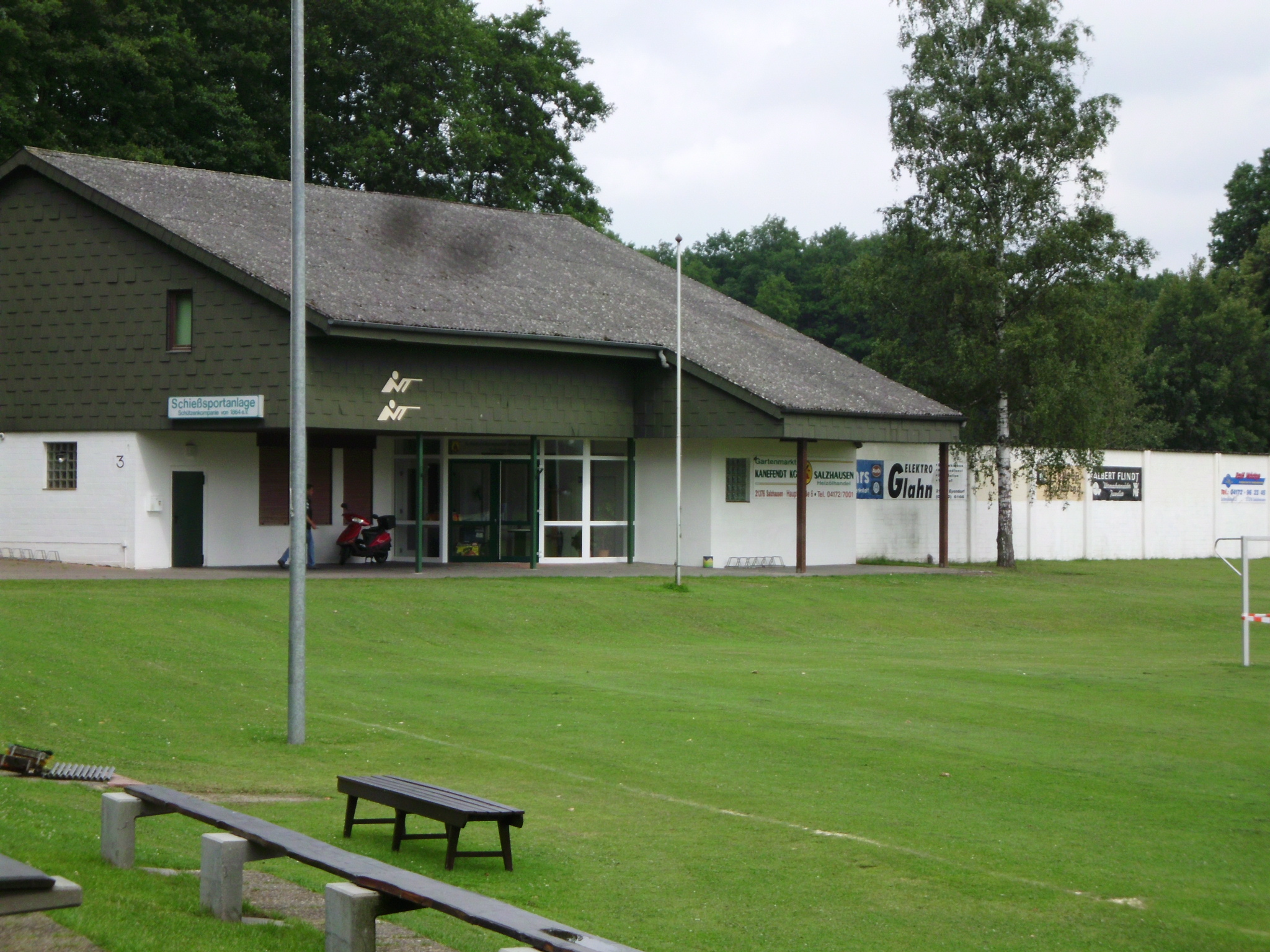
Schützenhaus in Salzhausen

Die Schützenkompanie e. V. in Salzhausen wurde im Jahre 1864 gegründet. Der Verein hatte bei seiner Gründung im Jahre 1864 neunzehn Mitglieder, aktuell (Stand 11. Juli 2012) sind etwa 265 Schützen registriert. Er spricht alle Altersgruppen an, besondere Schwerpunkte sind die Jugendarbeit und die Wettbewerbsteilnahme.

#### Weitere Vereine
- Faslamsclub Salzhausen
- MTV Salzhausen
- SG Salzhausen/Garlstorf
- Förderverein Haus des Gastes »Brenners Hoff« Salzhausen e. V.[10]

### Gedenkstätten

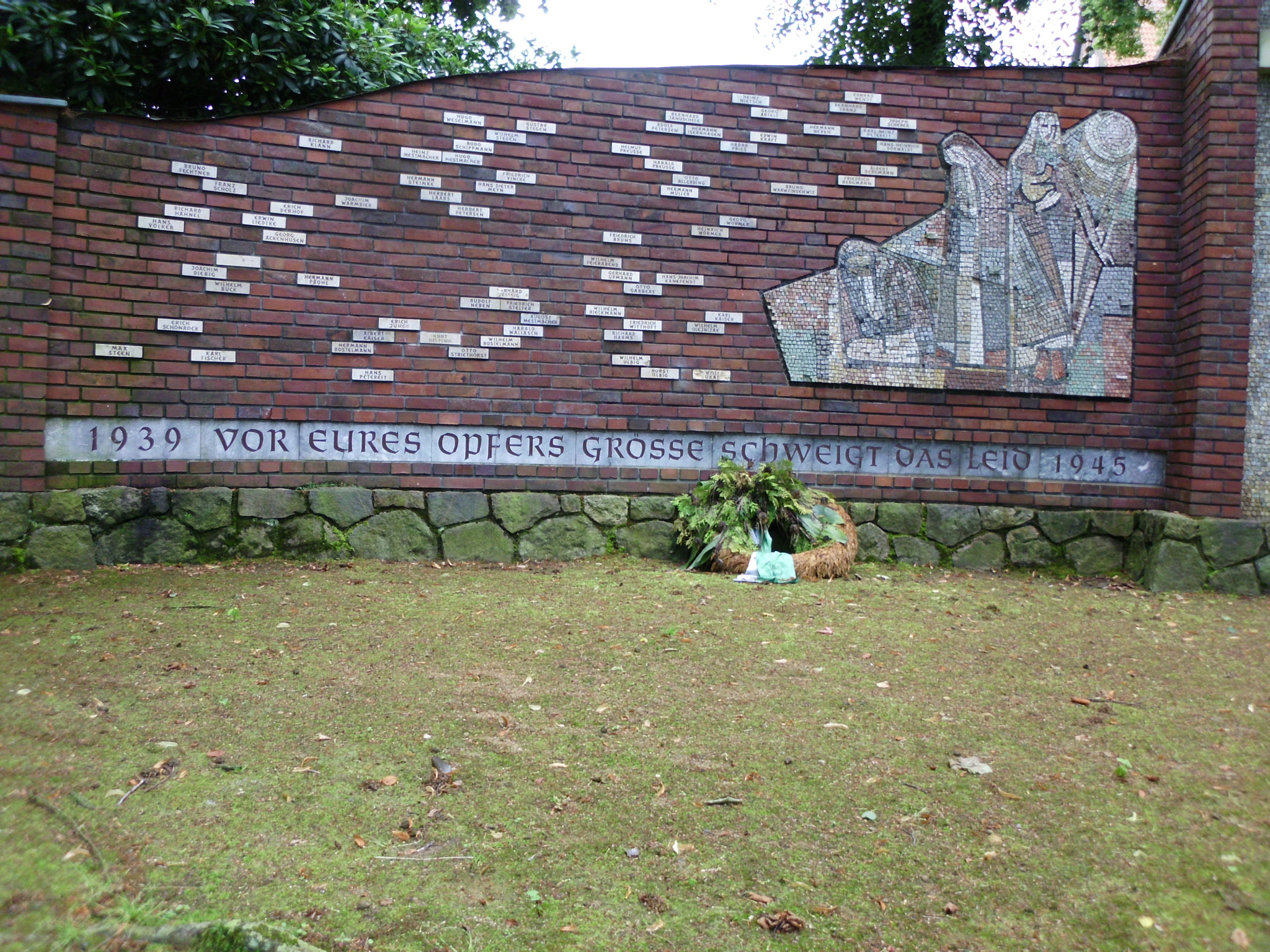
Gedenkstätte der Gefallenen in Salzhausen und Umgebung im Zweiten Weltkrieg

Die Gedenkstätte für die gefallenen Soldaten des Zweiten Weltkriegs aus der Salzhäuser Umgebung befindet sich an der Mauer des Kirchhofes.

## Politik

### Gemeinderat
Der Gemeinderat aus Salzhausen setzt sich aus 15 Ratsfrauen und Ratsherren zusammen.
- CDU 4 Sitze
- SPD 3 Sitze
- Grüne 2 Sitze
- AFD 1 Sitz
- FDP 1 Sitz
- UWG 4 Sitze

(Stand: Kommunalwahl am 12. September 2021)

### Samtgemeinde Salzhausen

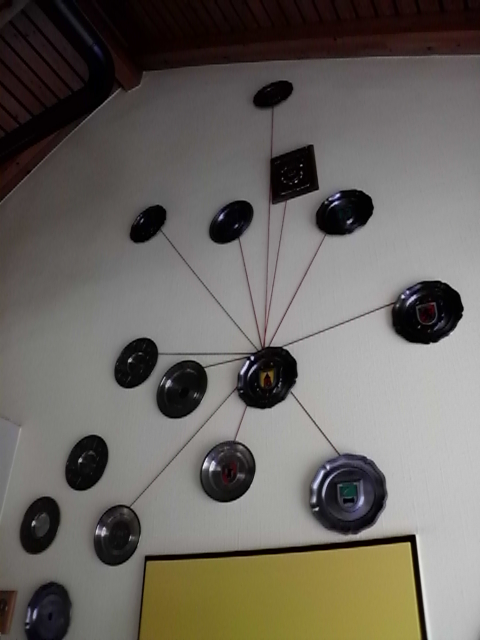
Wappen der Gemeinden in der Samtgemeinde

Die Gemeinde im Landkreis Harburg ist der 1972 gegründete Verwaltungssitz der Samtgemeinde Salzhausen mit den (insgesamt dreizehn) Gemeinden Eyendorf, Garlstorf, Garstedt, Gödenstorf, Salzhausen, Luhmühlen, Toppenstedt, Vierhöfen und Wulfsen. Die Samtgemeinde hat etwa 14.463 Einwohner (Stand: 31. Dezember 2004). Der derzeitige Samtgemeindebürgermeister ist Jens Köster.

### Rathaus

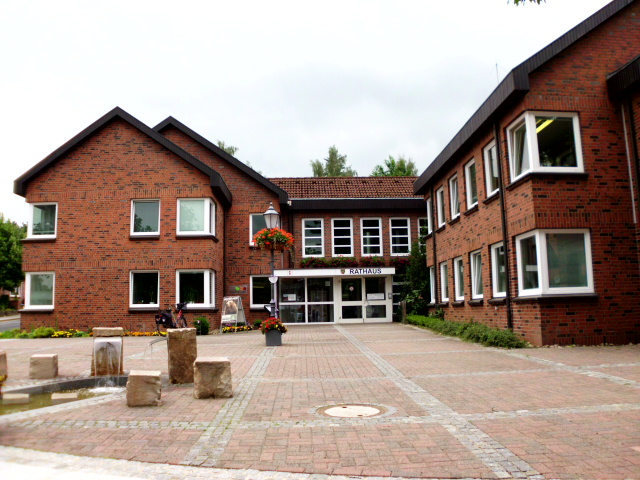
Rathaus

Das Rathaus wurde 1983 am Rathausplatz 1 erbaut. Es ist unterteilt in drei Bereiche: Erdgeschoss, Obergeschoss und Dachgeschoss. In jedem von diesen Abteilen sind verschiedene Ämter ansässig: Im Erdgeschoss Melde- und Ordnungsamt, und die Informationszentrale, im Obergeschoss Bauamt, Standesamt, Gewerbeamt und das Hauptamt, im Dachgeschoss die Kämmerei (Geldverwaltung) und das Archiv (Buchverwaltung/ Buchrestauration).

### Bürgermeister/-innen nach 1945
| Name                 | Parteizugehörigkeit | Zeitraum  | Bemerkungen                                       |
| -------------------- | ------------------- | --------- | ------------------------------------------------- |
| Hermann Rüter        | ?                   | 1945–1966 | -                                                 |
| Otto Gellersen       | CDU                 | 1966–1976 | -                                                 |
| Otto Vencke          | ?                   | 1972–1976 | seit der Gebietsreform                            |
| Hans Dieck           | ?                   | 1976–1989 | -                                                 |
| Jürgen Quehl         | CDU                 | 1989–1996 | -                                                 |
| Elsabe Rolle         | SPD                 | 1996–2011 | gleichzeitig stellv. Samtgemeinde-Bürgermeisterin |
| Hans-Joachim Abegg   | Grüne               | 2011–2016 | -                                                 |
| Elisabeth Mestmacher | UWG                 | seit 2016 | -                                                 |

## Wirtschaft und Infrastruktur

### Wirtschaftliche Entwicklung im 20. Jahrhundert
In der Zeit von 1950 bis 1960 hat sich in der Wirtschaft von Salzhausen vieles verändert. Es gab bis Mitte der 60er-Jahre fünf Ziegeleien. Außerdem hatte Salzhausen um 1912 die größte Forellenzucht Europas. Diese besaß drei lange Teiche und mehrere kleine Teiche, um möglichst effektiv zu arbeiten. Einer der langen Teiche ist heute noch im wirtschaftlichen Betrieb, unter anderem werden viele der kleinen Teiche für den Angelsport genutzt.
Ein weiteres großes Unternehmen war die Milchverwendungsgenossenschaft Hohe Geest, die 1929 gegründet und später von Kurt Jagau in Molkereigenossenschaft Hohe Geest umbenannt wurde. Nach dem guten Start in die Wirtschaft, entwickelte sich die Molkerei sehr gut, bis sie schließlich 1953 mit der Molkerei aus Kirchgellersen fusioniert ist. Zwölf Jahre nach der Vergrößerung von 1958 bis 1960 wurde die Molkerei wegen Rückgangs der Milchviehhaltung geschlossen und die Milchlieferungsgenossenschaft Salzhausen gegründet. Durch die Molkerei wurde der Begriff der (heutigen niedersächsischen) Hohen Geest ab 1929 populär.
Die Milchlieferungsgenossenschaft Salzhausen vermittelte Milch aus der Umgebung an die Molkerei aus Lüneburg.

### Verkehr
Zur Bundesautobahn 7, die westlich der Gemeinde verläuft, sind es etwa 10 km.
Salzhausen liegt an der eingleisigen Bahnstrecke Winsen–Hützel, auf der es derzeit keinen täglichen Personenverkehr, sondern nur wenig Güterverkehr gibt. In den 1870er Jahren erlangte die Strecke, die in Wulfsen Anschluss an die Bahnstrecke Wittenberge–Buchholz hatte, Bedeutung durch die Anliefermöglichkeit vom damals modernen Kunstdünger und die Transportmöglichkeit von landwirtschaftlichen Produkten wie Mastschweinen, Kartoffeln und Zuckerrüben.
Im Tarifrahmen des Hamburger Verkehrsverbunds verkehrt die Buslinie 5200 (Lüneburg–Salzhausen) mit mehreren Haltestellen in Salzhausen.

### Bildung

#### Oberschule Salzhausen, ehemals Haupt- und Realschule
Die Oberschule Salzhausen ist aus der Umwandlung der Haupt- und Realschule Salzhausen zum Schuljahr 2012/13 hervorgegangen. Die letzte Haupt- bzw. Realschulklasse wird voraussichtlich 2016 entlassen, bis dahin gibt es sowohl HS/RS- als auch Oberschulklassen. Die Oberschule Salzhausen ist eine Ganztagsschule und trägt den Titel Umweltschule in Europa.

#### Weitere Schulen
- Grundschule Salzhausen am Paaschberg
- Gymnasium Salzhausen[15]

#### TK-Bildungszentrum Salzhausen
Die Techniker Krankenkasse (TK) unterhält in Salzhausen ein Bildungszentrum. Seit 1971 bietet das Schulungszentrum Schulungen für die Ausbildungsberufe der Techniker Krankenkasse, für Weiterbildungen, für die Schulung von Führungskräften und für die Durchführung von Tagungen.

## Jüdisches Leben in der Gemeinde

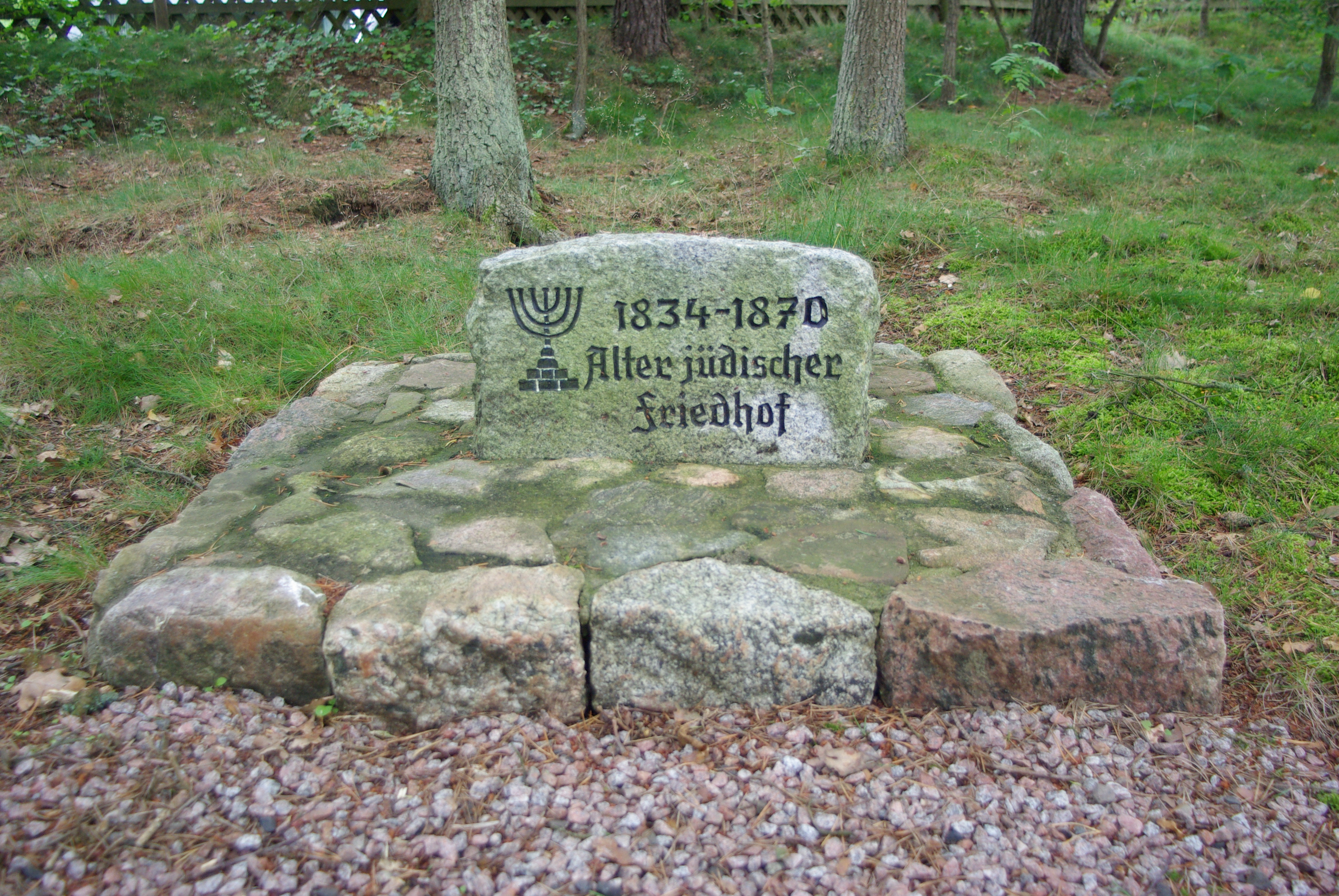
Gedenkstein auf dem alten jüdischen Friedhof

Für früheres jüdisches Leben in Salzhausen gibt es im Dorfbild die folgenden Belege:
Alter jüdischer Friedhof
Der alte jüdische Friedhof liegt am nördlichen Ortsrand an einer Nebenstraße. Auf dem etwa 20 mal 15 Meter großen, baumbestandenen Gelände befindet sich ein Gedenkstein mit der Inschrift „1834–1870 Alter jüdischer Friedhof“. Grabsteine sind auf dem Friedhof nicht erhalten, über ihren Verbleib ist nichts bekannt.
Geschäftshaus in der Dorfmitte
An der Kreuzung Hauptstraße und Eyendorfer Straße befindet sich ein Haus mit der Inschrift: „G. Magnus – R. Magnus geb. Cohn – 1859“. Familie Cohn war eine jüdische Kaufmannsfamilie aus Winsen/Luhe.

## Söhne und Töchter der Gemeinde
- Gerhard Denckmann, letzter Nachfahre des Harburger Oberdeichvogtes Jürgen Heinrich Völker, dessen Familie das 'Haus des Gastes' besaß. Nach dem Tod Denckmanns ging der Besitz über in die gemeindeeigene Dr.-Denckmann-Stiftung, die zur Förderung von Bildung, Kultur, Flora und Fauna von Salzhausen gegründet wurde.[16]
- Friedrich Wilhelm Reineke (* 1926), Archivar und ehemaliger in der Gemeinde tätiger Veterinär, Verfasser geschichtswissenschaftlicher Texte zu Salzhausen
- Rolf Lüer (1929–2013), deutscher Bankmanager
- Christel Voß (* 1942), Leichtathletin
- Norbert Leben (* 1946), Land- und Forstwirt, Verbandsfunktionär und Politiker
- Reinhard Keding (* 1948), ehemaliger Bischof in Namibia
- Christoph Mestmacher-Steiner (* 1964), Journalist und Grimme-Preisträger
- Anke Seegert (* 1966), Landschaftsarchitektin, Hochschullehrerin und Gartendirektorin
- Die Mitglieder der Punkrock-Band Drei Meter Feldweg kommen aus Salzhausen und Umgebung

## Persönlichkeiten, die mit dem Ort in Verbindung stehen
- Rudolf Kühnl (1902–1975), Architekt, Regierungsbaurat a. D.
- Wolfgang Michal (* 1954), Journalist